# Коневской, Иван Иванович
Иван Иванович Коневской (наст. фам. Ореус; 19 сентября [1 октября] 1877 года, Санкт-Петербург — 8 июля [21 июля] 1901 года, станция Зегевольд, Лифляндская губерния) — русский поэт, один из основоположников и идейных вдохновителей русского символизма, литературный критик.

## Биография

### Образование, переводческая деятельность
Настоящая фамилия поэта и переводчика — Ореус, происходил он из знатного шведского рода. Был сыном генерал-лейтенанта Ивана Ивановича Ореуса, который занимался писательской деятельностью. Старший Ореус был членом Военно-учёного кабинета Главного Штаба, а также являлся сотрудником Военно-исторической комиссии при штабе. Окончил историко-филологический факультет Петербургского университета в 1901 году. Уже в детские годы зафиксированы первые поэтические опыты Коневского, а первые опубликованные стихотворения начинающего модерниста относятся к периоду студенческой жизни. В то время, как другие авторы, его современники, сравнительно скоро снискали громкую поэтическую славу, имя Коневского оставалось неизвестным широкой читательской аудитории, однако он был очень почитаем в узком кругу собратьев по цеху, которыми его поэтические заслуги признавались по достоинству. Будучи студентом, он начал профессионально заниматься переводческой деятельностью, в частности, им были переведены на русский язык многие произведения известного английского поэта Элджернона Чарльза Суинбёрна. Помимо этого, Коневской переводил таких маститых зарубежных литераторов, как Гёте, Ибсен, зачитывался сочинениями Гегеля и Спинозы. Им были переведены произведения его бельгийских современников — поэта Эмиля Верхарна, воспевавшего сельскую Фландрию и драматурга Мориса Метерлинка, автора драмы «Синяя птица», которая стала программной для развития западноевропейского символизма. Как переводчик находясь в постоянном контакте с произведениями вышеуказанных авторов, Коневской попал под влияние высказанных ими философских идей и литературных концепций. Его профессиональное увлечение переводческой деятельностью не могло не сказаться на формировании его самостоятельных литературных идей. В то же время Коневского увлекали новые мировоззренческие идеи, выраженные в философских трудах Фридриха Ницше, переводами которых он также активно занимался.

### Темы лирики
Лирику Коневского отличает особая душевная музыкальность, которая была свойственна Ф. И. Тютчеву и А. А. Фету. Таким образом, это говорит о несовременности лирического настроения, присущего стилю Коневского. Также его лирика характеризуется печальными, спокойными настроениями, которые выражали внутреннее стремление автора к духовной цельности и единству. В то же время поэт не отказывается от идеи оптимистического приятия мира, которая, пожалуй, оказывается доминирующей в его творчестве. Его лирический субъект изначально устремлён к высокой самобытности. Одним из первых Коневской обратился к теме символистского искания идеального мира (концепция символистского двоемирия), найдя который, можно было обрести внутреннее целомудрие. Для того, чтобы поэтическая личность могла утвердиться, ей необходимо было обладать (ницшеанский философский замысел) мощной и несокрушимой волей. Эта внутренняя личностная воля не знает преград, обладает неограниченной потенцией, способна сама властвовать на собой и преодолевает границы пространственно-временного континуума. Концепт сознания как компонент мощной внутренней воли в лирике Коневского наделён «чутким пылом». Особое, как и у большинства ранних символистов, отношение Коневского к природе. Автор исповедует концепцию «всеобъемлющего» пантеизма, — в этом он придерживается традиции натурфилософической лирики. Природу он понимает как совокупность абсолютных зиждительных начал — «горячая нетленность творящих сил». В то же время его поэзию отличает тютчевско-фетовская тональность: камерная интимность, отсутствие ощущения надрыва, напряжённости. Что касается формальной составляющей стиха, то здесь ему тоже нельзя было отказать в искусстве обращения с фонетическими созвучиями. Его стихотворения буквально пронизаны аллитерационными и ассонансными повторами, что придаёт стихотворениям безупречную звуковую гармонию, подчёркивает её устремлённость к совершенству в смысловом плане. Язык Коневского нередко определяется как архаизованный и усложнённый, что было характерно для большей части ранних поэтов, стоявших у истоков символизма. Несмотря на свой юный возраст, Коневской отличался отточенным поэтическим мастерством, именно ему удалось предвосхитить те идеи, которые будут выполнять стержнеобразующую функцию в становлении символистского направления в России. Собственно, Коневской определил принципиальное направление русского символизма, по которому уже несколько позже последовали его главные деятели. Можно сказать, что поэзия Коневского явилась неотъемлемым закономерным звеном между поколением поэтов второй половины XIX века (из которых, кроме вышеупомянутых Тютчева и Фета, можно отметить А. К. Толстого, а также поэта первой половины XIX века Е. А. Баратынского) и поэтами, принадлежавшими к направлению символизма. Исследователи отзываются о его творчестве так: оно «с почти хрестоматийной ясностью предсказывало дальнейшее развитие русского символизма», они же отмечают то, что он фактически первым начал серьёзно относится к проблеме углубленных философско-религиозных поисков в контексте эпохи, первым посмотрел на историю и фольклор своего народа в новом ракурсе. Эти новые устремления были присущи всему символистскому цеху. Отголоски поэтических опытов Коневского, его архаизирующей поэтики и богатой, насыщенной звукописи можно обнаружить у поэтов-акмеистов Н. С. Гумилёва, у раннего Пастернака, у Заболоцкого, у футуриста Хлебникова. Его товарищи по литературному цеху, такие как А. А. Блок, В. Я. Брюсов,О. Э. Мандельштам всегда хвалебно отзывались о его творчестве, выражая высокую оценку его поэтической зрелости и оформленности его таланта. Идеи Коневского развились по причине кризиса и упадка буржуазной потребительской культуры, а его жизнеутверждающие устремления во всемирной пантеистической гармонии были направлены на преодоление культурной стагнации.

### Смерть
В середине лета 1901 года выпускник Петербургского университета Иван Коневской отправился на Рижское взморье, однако, не доехав до Риги, он предпочёл остановиться в Зегевольде (ныне Сигулда), курортном городке недалеко от столицы Лифляндской губернии. Там он увлёкся прогулкой, удаляясь все дальше «от цивилизации» в лесные заросли и остановился на берегу реки Аа (ныне Гауя), в которой решил искупаться. Однако река, известная своими коварными омутами и порогами, сделала своё роковое дело. Коневский утонул в её водах. Тело молодого поэта было обнаружено позже зегевольдскими крестьянами. Похоронен он был в Сигулде. Его могила стала местом паломничества поэтов-символистов, своего рода поэтическим урочищем для ищущих идеальный мир.

### Поэтические сочинения
Все лирические сборники Коневского были изданы на его же средства. Первым его полновесным поэтическим трудом стали «Мечты и думы Ивана Коневского 1896—1899» — СПб., 1900. В ней органичным образом переплетаются прозаические и поэтические произведения, что соответствует концепции автора. Кстати, эта книга — единственная, увидевшая свет при жизни поэта. После его смерти был издан другой поэтический сборник, который редактировал тесный идейный сподвижник Коневского В. Я. Брюсов: «Стихи и проза» (М., 1904). Помимо поэтической деятельности, Коневской заявил о себе как о проницательном критике-публицисте. Из его наиболее важных критических трудов, оказавших существенное влияние на развитие отечественной поэтической мысли рубежа веков (на переломе эпох), следует отметить статьи о литературе и живописи «Стихи Лафорга» (1897—1898), «Живопись Бёклина» (1897—1898), «Мистическое чувство в русской лирике» (1900). Он же автор статей «Об отпевании новой русской поэзии» (1901) и «Мировоззрение Н. Ф. Щербины» (1902). Они были опубликованы в альманахе «Северные Цветы», рупоре идей русского символизма.